# Tenuipalpus eugeniae
Tenuipalpus eugeniae är en spindeldjursart som beskrevs av De Leon 1965. Tenuipalpus eugeniae ingår i släktet Tenuipalpus och familjen Tenuipalpidae. Inga underarter finns listade i Catalogue of Life.